# Helicobia iheringi
Helicobia iheringi är en tvåvingeart som beskrevs av Guilherme A.M.Lopes 1939. Helicobia iheringi ingår i släktet Helicobia och familjen köttflugor. Inga underarter finns listade i Catalogue of Life.